# Магла (Бакау)
Магла (рум. Mâgla) насеље је у Румунији у округу Бакау у општини Негри. Oпштина се налази на надморској висини од 164 m.

## Становништво
Према подацима из 2002. године у насељу је живело 217 становника, од којих су сви румунске националности.